# Acrocercops coffeifoliella
Acrocercops coffeifoliella is een vlinder van de familie van de mineermotten (Gracillariidae). De wetenschappelijke naam van deze soort is voor het eerst voorgesteld als Gracillaria coffeifoliella door Viktor Ivanovitsj Motsjoelski in een publicatie uit 1859.

## Verspreiding
De soort komt voor in:
- het Afrotropisch gebied waaronder Togo, Congo-Kinshasa, Tanzania, Madagaskar en Réunion,
- het Oriëntaals gebied waaronder India, Sri Lanka en Indonesië.

## Waardplanten
De rups leeft op Coffea sp. (Rubiaceae).